# Hanging Up
Hanging Up är en amerikansk film från 2000 regisserad av Diane Keaton.

## Handling
Hanging Up handlar om tre systrar och deras förhållande till sin åldrige far Lou, som inte längre kan ta hand om sig själv och nu hamnat på ett sjukhus i Los Angeles. Georgia (Diane Keaton) är den äldsta systern – en streber mitt i karriären som är chefredaktör för en kvinnotidning som kallas "Georgia". Eve (Meg Ryan) är mellansystern som är gift och har en son. Det är hon som får bära huvudansvaret för skötseln av pappan eftersom hon bor i Los Angeles. Maddy (Lisa Kudrow) är den yngsta systern, som utan framgång försöker bli en tv-stjärna. De tre systrarna får ringa varandra ganska mycket eftersom pappan "hotar" med att dö, och springer bort hela tiden ...

## Om filmen
Diane Keaton, som spelar äldsta systern Georgia, regisserade filmen. Filmens manus skrevs av Nora Ephron och Delia Ephron, baserat på den senares bok. Rollen som fadern blev Walter Matthaus sista filmroll.

## Rollista
| Meg Ryan          | – Eve Mozell Marks  |
| Diane Keaton      | – Georgia Mozell    |
| Lisa Kudrow       | – Maddy Mozell      |
| Walter Matthau    | – Lou Mozell        |
| Adam Arkin        | – Joe Marks         |
| Shaun Duke        | – Dr. Omar Kunundar |
| Ann Bortolotti    | – Ogmed Kunundar    |
| Cloris Leachman   | – Pat Mozell        |
| Maree Cheatham    | – Angie             |
| Myndy Crist       | – Dr. Kelly         |
| Libby Hudson      | – Libby             |
| Jesse James       | – Jesse Marks       |
| Edie McClurg      | – Esther            |
| Tracee Ellis Ross | – Kim               |
| Celia Weston      | – Madge Turner      |